# Nasséré
Nasséré est le chef lieu du département de Nasséré, dans la province de Bam (Centre-Nord) au Burkina Faso. En 2006, cette localité comptait 999 habitants dont 51% de femmes.